# NGC 7470
NGC 7470 (другие обозначения — PGC 70431, ESO 239-9, IRAS23023-5023) — галактика в созвездии Журавль.
Этот объект входит в число перечисленных в оригинальной редакции «Нового общего каталога».